# ヘルムート・ジモ
ヘルムート・ジモ（Helmut Zemo）は、マーベル・コミック によって発行されたマーベル・コミックが出版するアメリカン・コミックスに登場するキャラクターであり、主にキャプテン・アメリカやアベンジャーズの敵として登場する。

## 発行履歴
ロイ・トーマス、トニー・イザベラ、サル・ビュッセマによって創造され、1973年12月の『キャプテン・アメリカ』第168号でデビューした。
彼は、第二次世界大戦中にスティーブ・ロジャース/キャプテン・アメリカと戦ったナチスの科学者でもあったジモ家十二代目当主のハインリッヒ・ジモ/バロン・ジモ（初代）の息子で、十三代目ジモ家当主である。

## キャラクター経歴

### オリジン
ヘルムート・ジモは、ドイツのライプツィヒで生まれた。もともとエンジニアだったヘルムートは、キャプテン・アメリカの帰還と父親の死に関する報告書を読んで激怒し、ジモ家の資産と自らの科学的ノウハウを使って、父親の野望を達成しようと決起した。
ヘルムートは最初に“フェニックス”の別名をもって、キャプテン・アメリカを彼の相棒のサム・ ウィルソン/ファルコンごと罠に嵌めて捕らえることに成功し、復讐しようとしたが、罠から脱した2人に返り討ちにされた挙句、父親が発明した超強力接着剤“アドヒーシブX”の容器に誤って転落してしまった。一時は死亡したと思われていたヘルムートだったが、一命を取り留めたことと引き換えに、被っていたハインリッヒのフードがアドヒーシブXによって自身の顔面をひどく爛れさせるほど剥がせなくなってしまったことから狂気に陥り、父親と同じように紫色の覆面を被るようになった。

### バロン・ジモ襲名
数年後ヘルムートは、“バロン・ジモ”の名と地位を引き継いで再登場し、アーニム・ゾラの突然変異と同盟を組むと、プリムス Iとミュータントのバーミンと共謀し、ロジャースを罠に誘い込むために彼の幼なじみのアーニー・ロスを誘拐すると、ロジャースとプリムス Iの精神を入れ替えることに成功した。だがヴァーミンが造反で暴走したプリムスにジモは襲われ、その後ロジャースも元に戻って逃走されたため計画は失敗に終わった

### レッドスカルとの結託
ジモは後にシンシア・シュミット/マザー・スペリオルと年老いたヨハン・シュミット/レッドスカルと邂逅すると、レッドスカルの秘密や地位を自分が継承しようとレッドスカルの指導を受け、ロジャース打倒のため友人デビッド・コックスの誘拐・洗脳や、ロスの再誘拐など数度に渡ってロジャースに挑んだ。しかしレッドスカルが自分を単に利用しているだけであることに気付いたジモは、自らレッドスカルを倒そうと動いた。だがマザー・スペリオルの精神攻撃を受けると、敗北した。

### マスターズ・オブ・イービル
次なるロジャース抹殺の策としてジモは、“マスターズ・オブ・イービル”を結成し、そのトップに就任した。マスターズ・オブ・イービルは“アベンジャーズ・マンション”に侵攻して占拠し、ヘラクレスとアベンジャーズの執事エドウィン・ジャービスを負傷させ、ロジャースとデイン・ウィットマン/ブラックナイトにも挑んだが、敗れたジモはマンションの屋根から落ちた。
ジモは後にジョルジュ・バトロック率いる“バトロックズ・ブリケード”とサイキック探偵のトリストラム・ミコーバーを雇い、父親を生き返らせるために、“ブラッドストーン”の5つの断片の探索を手伝った。紆余曲折の末に生き返ったハインリッヒだったが、ジモの計画は裏目に出て、ロジャースとレイチェル・レイトン/ダイヤモンドバックと戦う最中に、レッドスカルのためにブラッドストーンを盗もうとしたブロック・ラムロウ/クロスボーンズによって抹殺され、取り乱したジモはそれを取り戻そうとした結果、日本の死火山に転落し、生き延びたものの右手が酷く焼け爛れた。

## 能力・装備
ヘルムート・ジモは、父親のハインリッヒには劣るものの、特定の科学的知識、優れた射撃と剣術、そして非武装戦闘で才覚を発揮する。彼はまた、非常に熟練したリーダーであり、敵味方の両方を欺く戦略や交渉に優れる策略家でもある。また、頭に装着している金属製のヘッドバンドには、サイキック攻撃から防ぐように設計された回路が組み込まれており、これによってマザー・スペリオルの強烈な精神攻撃を受けた際には、脳死状態を回避した。様々なライフルも所有しており、アドヒーシブX用のハンドヘルドスプレーガンを持っている。また、自身が開発した薬品の“コンパウンドX”に身体を浸すことで父親と同様に、老化を遅らせ若々しい身体を維持している。また、ムーンストーンから重力、光、または分子操作、超人的な強さと耐久性、飛行など、幅広い能力を与えられる。

## その他のバージョン

### マーベル・ゾンビーズ
『マーベル・ゾンビーズシリーズ』では、ゾンビ化したジモがサンダーボルツと共にソーを攻撃した。

### MC2
ナチスが地球を征服することに成功した『MC2』においてのジモは、レッドスカルの後継者であるヴィクター・フォン・ドゥーム/ドクター・ドゥームの科学顧問として登場。ドゥームの死後、ジモは彼の後継者になるためにリード・リチャーズと戦った。

### アルティメット・マーベル
『アルティメット・マーベル』においてのジモは、第二次世界大戦中にロキの副司令官として登場するが、最終的に彼の手にかかって死亡した。

### デッドプール・マックス
『デッドプール・マックス』には労働者階級の家から来たにもかかわらず、ドイツの貴族の子孫であると主張するアメリカの白人至上主義者という大幅に変更されたバージョンで登場。父親が黒人女性と関係を持っていたことと、ユダヤ人の医師が毒入り水で母親を殺したという出来事から、少数派への憎しみを抱えている。“ホワイトランド”と呼ばれる生存主義者の隠れ家を見つけ、米国全土で人種戦争を扇動するために信者にサリンガスを使用しようと目論んだが、デッドプールと対峙し、未遂に終わった。

### オールドマン・ホークアイ
『オールドマン・ローガン』の前日譚における『オールドマン・ホークアイ』でのジモは、年老いて視力と戦う力を失ったクリント・バートン/ホークアイと対決するヴィランの一人として登場した。

## MCU版
『マーベル・シネマティック・ユニバース』（MCU）では、ダニエル・ブリュールが演じる。日本語吹替は内田夕夜が担当。

### キャラクター像
元“ソコヴィア”の特殊暗殺部隊“エコー・スコーピオン”の隊長を務めていたソコヴィア人男性。母国においては名家の出身であり、多数のクラシックカーが駐車されたガレージや自家用ジェットなどを所有する貴族相当の財力と、執事のエズニックを従え、男爵（バロン）の地位・情報網・海外での簡易拠点を手配させる人脈まで保有する御曹司でもある。かつては家族思いの善人だったが、2015年にウルトロンが引き起こしたソコヴィアの戦いに巻き込まれた父と妻子を喪ってしまう。この一件から、“アベンジャーズ”のような超人たちを存在してはならない者と憎悪するようになった。
常時物静かで、感情を爆発させることなく自らの計画を着々と成し遂げられる実行力と、目的達成のために複数の人物を手にかける非情さを秘めているが、超人だけでなく“ヒドラ”についても「滅んで当然」と考えており、“ワカンダ”の元国王であるティ・チャカをはじめとした各国の政府高官を爆破テロに巻き込んだのは決して本意ではなく、彼らを死傷させてしまった事実に罪悪感を抱える一面もある。朝食に必ずベーコンとコーヒーを添付させるこだわりを持つ。

### 能力・スキル
当人は超人に匹敵する特殊能力を持たないが、特殊暗殺部隊に所属していた経験から英語だけでなくロシア語やドイツ語も話せる語学力と、銃器の取り扱いや変装に基礎戦闘スキル、EMP爆弾の組み立てといった技能、暗号解読の腕や行動力まで、常人を上回るほどの高い実力を備えている。

### アイテム・ツール
コードブック
かつてヒドラのシベリア基地に保管されていたノート。黒い星がマーキングされた赤いハードカバーが特徴で、中にはシベリア基地のセキュリティドアを開く番号から、ウィンター・ソルジャーを洗脳する暗号など、さまざまな情報が記載されていた。
現在においてこのノートは、ヴァシリー・カルポフによって彼の潜伏先であるクリーヴランドの自宅の壁の内側に、ヒドラの多くの物品の1つとして秘匿されていたが、カルポフを襲ったジモに奪われ、彼の復讐計画に利用されることになる。
EMP爆弾
ジモが組み立てた電磁波爆弾。対テロ共同対策本部に身柄を確保されたバッキー・バーンズ/ウィンター・ソルジャーを暴れさせる策の一環として、ジモはこれを木箱に収めて運送業者にベルリン郊外の発電所に運搬させた。そして木箱が開封されると、ジモの遠隔操作で発せられた強力な電磁波で発電設備をショートさせ、ベルリン中を一斉に停電・混乱に陥れた。その隙に精神科医になりすまして共同対策本部に潜入したジモは、バッキーを操って暴れさせる。
覆面
所有するクラシックカーのシートに置かれていた紫色のマスク。サム・ウィルソン/ファルコンとバッキーの手引きで脱獄後に持ち出し、“マドリプール”のコンテナヤードでの戦いで賞金稼ぎらを撃退する際に被る。
ハンドガン
Smith & Wesson 6906
シベリアで自裁を決意した際に使用。
IWI Masada
マドリプールで護身用に所持。シャロン・カーター/パワー・ブローカーに取り上げられる。
CZ P-10 C
マドリプールやリガでの戦いで使用。
ステアー M9-A1
マドリプールで使用。

### セカンドハウス
リガ市内の23番地にあるマンション。とても広いリビングの窓には、キャプテン・アメリカを象徴するように星型と、赤・青・白の3色で彩られたステンドグラスがあてがわれ、奥の部屋の床には隠し通路も作られており、その入り口の穴の上に浴槽が置かれていた。
“フラッグ・スマッシャーズ”を追って、サムとバッキーと共にリガに来たジモは、このマンションを拠点として提供。その後、“ドーラ・ミラージュ”とジョン・ウォーカー/キャプテン・アメリカ（2代目）たちの小競り合いに紛れて、ジモは隠し通路から逃げ出してしまう。

### 描写
『シビル・ウォー/キャプテン・アメリカ』
本作でMCU初登場。
家族を喪った直後、アベンジャーズに直接対決を挑んでも勝つことはできないと判断し、彼らを同士討ちさせて内部崩壊させる計画を立案。カルポフからコードブックを奪取すると、バッキーに変装して国際連合ウィーン事務局で爆破テロを起こし、さらに精神科医になりすましてバッキーに暗号を吹き込み、一時的に洗脳して暴れさせるなど各地での行動を次々と成功させ、バッキーの処遇や“ソコヴィア協定”を巡るヒーロー達の緊張も相まってアベンジャーズを分裂させた。
その後はヒドラのシベリア基地に向かい、そこに保管されていたスターク夫妻がバッキーに殺される瞬間を収めた映像を確認。それをスティーブ・ロジャース/キャプテン・アメリカ（初代）、トニー・スターク/アイアンマン、バッキーの眼前で見せれば、トニーがバッキーを殺し、その次はスティーブがトニーを憎むという復讐の連鎖によりアベンジャーズは崩壊すると確信し、冷凍催眠装置内の次世代ウィンター・ソルジャーらを5人全員射殺する。シベリア基地の関係者がテロに関わったと睨んだバッキーとスティーブ、更に収監されたサムに懇願されたトニーもそれぞれシベリアに向かったため、自身の思惑通りに計画は進んでいき、遂にスティーブとトニーの対決及び決別に成功。トニーを追跡してシベリアに辿り着いていたティ・チャラ/ブラックパンサーに今回の事件を起こした経緯を全て打ち明け、彼の実父であるティ・チャカを死なせてしまった事を謝罪。ティ・チャラに復讐される形で裁かれようとしたが、彼が憎しみの連鎖が続く事を望んでいないと知り、今回の一連の事件のけじめとして自裁を試みるも、ティ・チャラに阻止・拘束され、生きて罪を償うように諭された。
物語のラストでエヴェレット・ロスの監視下に置かれることとなり、自身を罵るエヴェレットに対して余裕ある態度と意味深な声かけで向き合う。
『ファルコン&ウィンター・ソルジャー』第2〜6話
本作では再会したサムとバッキーをサポートする役割で登場。物語の所々で現在でも失っていないヒーロー及びカーリ・モーゲンソウ率いるフラッグ・スマッシャーズへの非難と憎しみを吐露し、虎の尾を踏む態度や言動まで繰り返してサムたちを翻弄するものの、楽曲のアルバムの話に乗ったり、エレクトロ・ミュージックが流れるクラブのフロアでぎこちなくダンスを踊る姿を見せたり、ターキッシュ・デライトを子どもたちに配るなど人間味ある一面も披露する。
現在でもベルリンの刑務所に収監され、読書に明け暮れる日々を送っていたが、面会してきたバッキーから“超人血清”の出現を聞かされ、彼の手引きを受けながらもほぼ単身のみで脱獄。「俺たちの許可なしに動くな」と注意されながら、やり残した仕事を果たしたいと告げ、サムたちと行動を開始する。
新たに超人血清を生み出した人物の心当たりがあるマドリプールに到着すると、サムとバッキーに役になりきらせることを提案し、ロータウンでセルビーから血清の情報を得るも、その直後に賞金稼ぎに追われることになる。シャロンに救われてネイゲルとの接触・尋問に成功すると、彼を独断で射殺し、同時に襲撃してきた賞金稼ぎらに対しても逃走したように見せかけて返り討ちにし、サムたちを救う活躍を見せた。
次に赴いたリガで拠点とする部屋を用意し、難民キャンプで子どもたちからドンニャ・マダーニの葬儀に関する情報を得ると、葬儀の場所に出かけた。サムがカーリの説得に向かうと、途中から同行したウォーカーに一度拘束されるも難なく脱し、逃げ出そうとしたカーリを不意打ちして、彼女が取り落とした多くの超人血清の破棄に成功した。そこでウォーカーに気絶させられるが、戻った部屋でウォーカーたちとドーラ・ミラージュが起こした自身の処遇を巡る諍いに乗じて逃亡。サムとバッキーの前からも行方を眩ませた。
後日、母国の記念碑の前にいたところにやって来たバッキーにカーリの抹殺を期待するが、拒否されて銃口を向けられる。かつての自裁を果たすことを望むかのように軽く頷くも、バッキーに撃たれることはなく、互いの因縁に決着をつけるやりとりを交わして、そこに現れたドーラ・ミラージュに連行された。
そして“ラフト刑務所”に収容されるも、逮捕されたフラッグ・スマッシャーズの残りのメンバーがエズニックに始末されたとラジオのニュースで知り、自身の目的を達成したことを確信して笑みをこぼす。

## その他のメディア

### テレビアニメ
- 『アベンジャーズ:ユナイテッド・ゼイ・スタンド』 第6話『Command Decision』に登場。フィリップ・シェファードが声をあてた。
- 『アベンジャーズ・アッセンブル』においてはデビッド・ケイが声をあてた[18]。“ヒドラ”の上級工作員“シチズンV”として登場し、エピソード『Saving Captain Rogers』において彼は、ハインリヒの超人血清を取り戻すためにロジャースを利用したほか、自分自身を若返らせようと行動したが、キャプテン・アメリカ、トニー・スターク/アイアンマン、ナターシャ・ロマノフ/ブラック・ウィドウに敗れ、海に消えた[19]。マスターズ・オブ・イービルのエピソード『Under Siege』『The Thunderbolts』と『Thunderbolts Revealed』で再登場した。

### ビデオゲーム
- ジモはプレイステーション、セガサターン、ゲームボーイ、ゲームギア、DOSの機種で発売された『アイアンマン/XOマノワー』や、『Marvel: Avengers Alliance』においてボスキャラクターとして登場した。
- 『Marvel Avengers Academy』や『LEGO マーベル アベンジャーズ』・『LEGO マーベル スーパー・ヒーローズ 2 ザ・ゲーム』・『MARVEL ストライクフォース』においてはプレイヤーキャラクターとして登場。『LEGO マーベル アベンジャーズ』ではDLCパック“Masters of Evil”と“Thunderbolts”を介してシチズンVとしても表示される。ロビン・アトキン・ダウンズが声をあてた[20]。
- 『Marvel: Future Fight』には、サブスクリプション限定のプレイヤーキャラクターとして登場した[21]。

### 玩具
ハズブロの『マーベル・レジェンド』では、2種類のジモのアクションフィギュアが存在し、1つは原作コミックスに準拠したデザインで、もう1つはテレビドラマ『ファルコン&ウィンター・ソルジャー』に登場した実写版ジモをフィギュア化したものとしてそれぞれ発売された。